# Syreisotopstadium

Variationer av syreisotopförhållandet under 5 miljoner år visar att jorden under denna period undergått en mängd istider.

Ett syreisotopstadium är ett klimatstadium i jordens historia som identifierats genom mätning av förhållandet mellan syreisotoper. Förhållandet mellan halterna av syreisotoperna 18O och 16O (Delta-O-18) i havslevande skaldjur beror på jordens klimat. Genom mätningar av kvartära och neogena lagerserier på havsbottnarna har man identifierat över hundra syreisotopstadier som numreras från nutid och bakåt. Man använder den engelska beteckningen Marine isotope stage med förkortningen MIS. Som exempel motsvaras MIS 1 av vår nuvarande värmetid Flandern och MIS 10 av istiden Elster för 340-380 tusen år sedan. Udda nummer utgör varma stadier och jämna nummer kalla stadier.